# Mario Becerril
Pour les articles homonymes, voir Becerril (homonymie).
Mario Becerril Serrano (né le 5 août 1917 à Toluca et mort le 7 décembre 2018 à Hermosillo) est un cavalier mexicain de concours complet.
Il participe aux Jeux olympiques d'été de 1952 et prend la 21e place.